# Thomas Bernard
Ne doit pas être confondu avec Thomas Bernhard.
Thomas Bernard est un joueur français de volley-ball né le 24 avril 1986. Il mesure 2,01 m et joue attaquant.

## Clubs
| Club                | Pays   | De        | À         |
| ------------------- | ------ | --------- | --------- |
| Avignon Volley-Ball | France | 2006-2007 | 2006-2007 |
| Rennes Volley 35    | France | 2008-2009 | 2009-2010 |

## Palmarès
Néant.

## Homonyme
Ne pas confondre avec l'écrivain autrichien Thomas Bernhard.